# Surniinae
Los surninos (Surniinae) son una subfamilia de los estrígidos que comprende los siguientes géneros, de los cuales uno está extinto:
- Aegolius Kaup, 1829
- Athene Boie, 1822
- Glaucidium Boie, 1826
- Heteroglaux Hume, 1873
- Micrathene Coues, 1866
- Ninox Hodgson, 1837
- Sceloglaux Kaup, 1848 (extinto)
- Surnia Dumeril, 1805
- Uroglaux Mayr, 1937
- Xenoglaux O'Neill & G. R. Graves, 1977